# Jacques Marcus Prevost
Jacques Marcus Prevost (auch James Mark Prevost, * 1736 in Genf; † 1781 in Jamaika) war ein britischer Offizier, der während des Amerikanischen Unabhängigkeitskriegs für kurze Zeit Kolonialgouverneur der Province of Georgia war.

## Lebenslauf
Sein genaues Geburtsdatum ist ebenso wie das Sterbedatum nicht überliefert. Er wuchs in Bossy in der damaligen Republik Genf auf und hatte acht Geschwister. Zusammen mit zwei Brüdern trat er in die Dienste des niederländischen Heeres. Vor dem Hintergrund des Ausbruchs des Siebenjährigen Krieges und dessen amerikanischem Kriegsschauplatz des French and Indian War rekrutierten britische Werber Soldaten in vielen Teilen Europas. So kamen auch die Prevost-Brüder zur britischen Armee, wo Jacques Marcus den Dienstgrad eines Captain erhielt. Zusammen mit seinen Brüdern wurde er 1756 in die britischen Kolonien in Nordamerika versetzt. Er nahm an der verlorenen Schlacht um Fort Carillon teil, bei der er verletzt wurde. Nach seiner Genesung im Jahr 1761 war er zunächst an der Errichtung eines Außenpostens bei der heutigen Stadt Erie in Pennsylvania beteiligt. Anschließend wurde er nach New York City versetzt. Nach dem Ende des Kriegs im Jahr 1763 heiratete er dort Theodosia Bartow (1746–1794), mit der er fünf Kinder hatte, darunter den Sohn John, der später als Mitglied der Demokratisch-Republikanischen Partei mehrere hohe Ämter in den Vereinigten Staaten bekleidete. In den folgenden Jahren war Prevost an verschiedenen Orten, vorwiegend in Pennsylvania und New York, stationiert. Mit seiner Frau bezog er ein Heim im heutigen US-Bundesstaat New Jersey, das unter den Namen The Hermitage  bzw. Ho-Ho-Kus bekannt wurde.
1774 wurde Prevost in den lokalen Rang eines Major des 60th (Royal American) Regiment of Foot befördert.
Nach Ausbruch des Unabhängigkeitskrieges erhielt Prevost den Rang eines Lieutenant-Colonel. Dabei wurde er vor allem in der Province of Georgia, dem späteren US-Bundesstaat Georgia, eingesetzt. Dort wurde er für einige Monate zum Nachfolger von Archibald Campbell als Militärgouverneur eingesetzt. Dieses Amt übte er im Jahr 1779 bis zur Rückkehr der früheren Gouverneurs James Wright aus. In dieser Zeit wurden große Teile der Kolonie Georgia von den Briten zurückerobert. Im Jahr 1781 wurde Prevost nach Jamaika abkommandiert, wo er an der Niederschlagung eines Aufstandes mitwirken sollte. Dort starb er noch im Jahr 1781 an den Folgen einer Kriegsverletzung.
Bemerkenswert ist das Verhalten seiner Frau während des Unabhängigkeitskrieges. Sie war eine glühende amerikanische Patriotin und stand damit im Gegensatz zu ihrem Mann, dem britischen Offizier. Während dessen Aufenthalt in Georgia traf sie sich in ihrem Haus in New Jersey mit führenden Köpfen der Amerikanischen Revolution. Dazu gehörten George Washington, James Madison, Alexander Hamilton und Aaron Burr. Mit dem letzteren begann sie eine Affäre. Nach Prevosts Tod heirateten die beiden und Burr adoptierte ihre fünf Kinder aus erster Ehe. Auch mit Burr hatte sie fünf Kinder, von denen aber nur die Tochter Theodosia das Erwachsenenalter erreichte. Diese ging ihrerseits in die Geschichte ein. Als Gattin von Joseph Alston, dem US-amerikanischen Gouverneur von South Carolina, trat sie um die Jahreswende 1812/13 eine Schiffsreise an, von der weder das Schiff noch Theodosia jemals zurückkehrten. Wahrscheinlich ging das Schiff unter. Aber es gibt bis heute Verschwörungstheorien in diesem Fall, wonach sie damals doch überlebt haben könnte.